# Bruno Pochesci
Pour les articles homonymes, voir Sirieix.
Bruno Pochesci, né le 3 février 1970 à Civitavecchia (Italie) et mort le 9 octobre 2024 à Paris, est un écrivain et musicien franco-italien. Il est également auteur-compositeur-interprète, accompagnateur et arrangeur sous le nom de Sirieix, collaborant entre autres avec Jean-Pierre Andrevon, autre écrivain et musicien français.
Spécialisé dans la science-fiction et le fantastique, Bruno Pochesci est lauréat 2019 du Prix Masterton, catégorie « Nouvelle ou recueil de nouvelles », pour L'Amour, la Mort et le Reste, publié en 2018 aux Éditions Malpertuis ; et co-lauréat du prix Bob Morane 2020, catégorie « Meilleur recueil de nouvelles », pour L'Espace, le Temps et Au-delà, publié en 2019 chez Flatland.

## Biographie
Après une enfance passée à suivre son père militaire de carrière, de Turin à Venise en passant par Paris, Bruno Pochesci s'installe à Milan en 1986, où il obtient son bac littéraire deux ans plus tard.
Musicien autodidacte pluri-instrumentiste, il compose, écrit et enregistre une centaine de chansons tout au long des années 1990, dont une partie figure sur les deux CD du groupe Trois Fois Rien : Bleu blanc rage (2005) et S'agiter avant usage (2010)[réf. nécessaire].
De retour à Paris à partir de 2003, il fait deux rencontres déterminantes. Celle avec Jean-Pierre Andrevon, autre écrivain et musicien français, dont il est un grand admirateur, avec qui il entame une prolifique collaboration en tant qu'arrangeur, producteur et accompagnateur (six CD à ce jour). Et celle avec Franca Maï, romancière et actrice, avec qui il collabore en tant que musicien et vidéaste jusqu'à sa disparition.
En mai 2013, sous l'impulsion amicale de Jean-Pierre Andrevon et Jean-Pierre Fontana, il publie dans Galaxies Science-fiction, revue dirigée par Pierre Gévart, sa toute première nouvelle Les Retournants. Une soixantaine d'autres suivent au fil des années.
Spécialisé depuis dans le fantastique et la science-fiction, genres qu'il lui arrive souvent de mélanger, il est le double lauréat des prix Alain Le Bussy (2014 et 2019) et Visions du futur (2014 et 2016), ainsi que du prix Masterton (encore en 2019) pour son premier recueil de nouvelles fantastiques, L'amour, la mort et le reste, publié chez Malpertuis.
Son premier roman, Hammour, paraît chez Rivière Blanche en 2016, et le deuxième, Scories, aux Éditions 1115 en 2019. Un premier recueil de nouvelles de science-fiction, L'espace, le temps et au-delà, voit également le jour en 2019 chez Flatland.
Parallèlement à ses collaborations avec Andrevon, il joue dans un groupe de reprises parisien, Martine on the rocks, ainsi qu'au sein des Luna Park, rock power trio dont il assure la plupart des compositions en tant que bassiste-chanteur.
Il meurt le 9 octobre 2024 à l'âge de 54 ans.

## Œuvre

### Romans et recueils
- 2016 : Hammour, roman, Rivière blanche, 360 p.  (ISBN 978-1612275772) ;
- 2018 : Scories, roman court, Éditions 1115, 112 p.  (ISBN 979-10-97100-17-9) ;
- 2018 : L'Amour, la mort et le reste, recueil de nouvelles fantastiques, Éditions Malpertuis, collection « Brouillards »  (ISBN 978-2917035559) — Prix Masterton 2019 catégorie « Nouvelle ou recueil de nouvelles » ;
- 2019 : L'Espace, le temps et au-delà, recueil de nouvelles de science-fiction, Éditions Flatland, 282 p.  (ISBN 978-2-490426-13-3) — Prix Bob-Morane 2020 ;
- 2020 : De la chair à horloge, recueil de nouvelles fantastiques, Éditions Malpertuis, collection « Brouillards », 280 p.  (ISBN 978-2917035849) ;
- 2022 : Des lendemains qui shuntent, Éditions Flatland, 294 p.  (ISBN 978-2-490426-25-6) ;
- 2023 : Réseaux sociaux et numériques dans le futur (anthologiste), Éditions Arkuiris, 370 p.  (ISBN 978-2-919090-38-9) ;
- 2024 : Ce qu'il advint du Reich de mille ans, avec Jean-Pierre Andrevon, Éditions Flatland, 180 p.  (ISBN 978-2-490426-52-2).

### Nouvelles
- 2013 :
  - Les Retournants, revue Galaxies Science-fiction no 23
- 2014 :
  - Comme un passage à niveau, anthologie Histoires… de folie (Lune Écarlate)
  - La gare de Perpignan, revue Géante Rouge no 22
  - Jamais plus ! in Nouvelles Peaux, anthologie, 149 p., éditions Luciférines  (ISBN 978-2954832852).
  - Virtuose, revue Galaxies Science-fiction no 32 (Prix Alain le Bussy 2014)
  - Le Syndrome islandais, revue Gandahar no 1
  - L'Île miroir in Recueil de nouvelles 2014 (Ville Anzin-Saint-Aubin) — 2e Prix Ville Anzin-Saint-Aubin
  - In vinylo veritas, revue AOC no 34 (Prix Visions du Futur 2014)
  - L’homme est une baleine comme les autres, revue Galaxies Science-fiction no 30
  - Du rififi dans la ceinture de Kuiper, anthologie Dimension système solaire (Rivière Blanche)
  - Mondo zombie in Anthologie 2014 (Long Shu Publishing)
- 2015 :
  - Le prochain drink, revue Géante Rouge no 23
  - Mondo zombie, anthologie Histoires… de zombies (réédition, Lune Écarlate)
  - Quelque chose d’un ange in Recueil de nouvelles 2015 (Ville Anzin-Saint-Aubin)
  - Huis clos pour huit clones, anthologie Bestiaire humain (Bibliogs)
  - Jusqu’à tout recommencer, revue Gandahar no 4 — avec Jean-Pierre Andrevon
  - Le dernier jouir du condamné, anthologie Malpertuis VI (Éditions Malpertuis)
  - Une vie de suffit pas, revue Galaxies Science-fiction no 35
  - Dehors il neige, anthologie Maisons hantées (Éditions Luciférines), 374 p.  (ISBN 978-2954832814)
- 2016 :
  - In vinylo veritas, anthologie Nu sur le balcon (réédition, Séma Éditions)
  - In vinylo veritas, anthologie Vingt ans de visions du futur (réédition, Présences d'Esprits)
  - Orwell m’a tu, revue AOC no 42 — Prix Visions du Futur 2016
  - Oh oui… in anthologie Mort(s) (Les Artistes Fous Associés)
  - Dosta !, revue Gandahar spécial Aventuriales
  - Je t’y autorise, revue Gandahar no 6
  - La fille des vents, anthologie Rêves d’Afrique (Éditions Voy'[el])
  - Dix petits warps, anthologie Dimension meurtres impossibles (Rivière Blanche)
  - Ceci n’est pas un paparazzi, anthologie Malpertuis VII (Éditions Malpertuis)
  - La Porte, la Pendule et le Perce-Temps, revue Galaxies Science-fiction no 41
  - Ronronnements infernaux in Sombres Félins, anthologie, 374 p., éditions Luciférines  (ISBN 978-2954832838) — Prix Masterton 2017
  - Le moins pire des mondes, anthologie Un tremplin pour l’Utopie (Hélios)
  - Tout doit être impeccable, anthologie Des nouvelles du Transsibérien (Éditions du Samovar)
  - Sketches helvétiques, anthologie Futurs Insolites (Hélice Hélas)
  - Zombie walk, anthologie Morts Dents Lames II (Éditions La Madolière)
  - Surclassement, anthologie Chemins de fer et de Mort (Éditions La Clef d'Argent)
- 2017 :
  - Verflucht Sei der Krieg, revue Géante Rouge no 25
  - L’Enfilade, revue Le Novelliste no 1 (Flatland)
  - L’homme est une baleine comme les autres, anthologie Les Océans du futur (rééd., Arkuiris)
  - La hutte continue, anthologie Petit ailleurs (Éditions Antidata)
  - L’Exil d’Arik, revue Dissonances no 33
  - Le monde entier est un cactus, anthologie Dimension Western (Rivière Blanche)
  - Trabant mater, anthologie Dimension Révolte des machines (Rivière Blanche)
  - Têtes de gondole, anthologie Dimension Renaissance & Temps modernes (Rivière Blanche)
  - Les bissextiles, revue Gandahar no 9
  - Le grand trognon, anthologie Dimension New York 2 (Rivière Blanche)
  - Les couche-tard, revue Galaxies Science-fiction no 47
  - Manque de bol, anthologie Au fil de l’eau (ImaJnère)
  - De la chair à l’horloge, anthologie Métas & Morphoses (Mü)
  - Cadenas d’amour, anthologie Réalités Vol. 1 (Realities Inc.)
  - Côté cour, coté jardin, revue Galaxies Science-fiction no 45
- 2018 :
  - La porte des éléphants, anthologie S.O.S Terre et Mer (Flatland)  (ISBN 2490426184) — Prix « Coup de Cœur » Bob Morane 2019
  - Le moins pire des mondes, anthologie Tisseurs de mondes (réédition, Arkuiris)
  - Matriochka Tenebrarum, revue Galaxies Science-fiction no 53
  - Le Tour de Paris en 80 heures, anthologie Dimension Paris (Rivière Blanche)
  - Orwell m’a tu, collection ChronoPages (Éditions 1115)
- 2019 :
  - Tout doit être impeccable, revue Présences d'Esprits no 95
  - Memento vivi, anthologie La mer (Éditions Antidata)
  - Aux confins de moi… il y a toi, collection Raconte-moi une photo (Évidence Éditions)
  - Zombies en Beaujolais, revue Galaxies Science-fiction no 57
  - S.P.Q.R., anthologie Espace-Temps (Les Artistes Fous Associés)
  - Perdre la face, anthologie Dimension Époque Contemporaine (Rivière Blanche)
  - La galette des Rwamahjs, anthologie Créatures des Otherlands (Otherlands)
  - La zone du dedans, revue Galaxies Science-fiction no 60 (Prix Alain Le Bussy 2019)
  - Yahvftaghn !, revue Gandahar no 20
  - C'est pour demain, revue Galaxies Science-fiction no 62
  - Ceux qui restent dans l'ombre, revue Gandahar no 21
- 2020 :
  - Et toutes ses dents, anthologie Dimension Rock (Rivière Blanche)
  - Kumquat quantique, revue Géante Rouge no 27
  - Volontaires !, collection ChronoPages (Éditions 1115)
  - Virtuose, anthologie Dimension Infini (réédition, Rivière Blanche)
  - Six pour l'apocalypse, anthologie Aventures sidérantes (Flatland)
  - La dame en noir et blanc, anthologie Années folles ! (Rivière Blanche)
  - Djinn Djihad, anthologie Strange crazy tales of pulpe (Les Artistes Fous Associés)
- 2021 :
  - Que rie le sphynx encore des millénaires, anthologie Sexe et sexualité dans le futur et ailleurs - Volume 2 : Autres mœurs (Arkuiris)
  - La faculté des idées noires (récit collectif, Éditions 1115)
- 2022 :
  - Pour Anita, revue Galaxies Science-fiction no 75/117
  - Humains de A à Z, anthologie Humanum in silico (Flatland)
- 2023 :
  - Des roses pour violette (Arkuiris)
  - La vivace odyssée de Kevyan Zadoune, revue Gandahar n°38

### Discographie
- 2005 : Trois Fois Rien — Bleu blanc rage (Vecteurs Bis)
- 2007 : Jean-Pierre Andrevon — Chansons vol. 1 : Je viens d'un pays (Vecteurs Bis), en tant que producteur, arrangeur et accompagnateur
- 2009 : Jean-Pierre Andrevon — Chansons vol. 2 : Les gens (Vecteurs Bis), en tant que producteur, arrangeur et accompagnateur
- 2009 : Artistes divers — Voci per la libertà 2008 - Una canzone per Amnesty (La tarentelle noire et Après l'amour, avec le groupe Trois Fois Rien)
- 2010 : Trois Fois Rien — S'agiter avant usage (Vecteurs Bis)
- 2012 : Jean-Pierre Andrevon — Chansons vol. 3 : Le cours du temps (Vecteurs Bis), en tant que producteur, arrangeur et accompagnateur
- 2014 : Jean-Pierre Andrevon & Florie — Chansons vol. 4 : La fille de l'été (Vecteurs Bis), en tant que producteur, arrangeur et accompagnateur
- 2017 : Jean-Pierre Andrevon — Chansons vol. 5 : Salut Wolinski (Vecteurs Bis), en tant que producteur, arrangeur et accompagnateur
- 2021 : Artistes divers — Syd Barrett - Love You (Gonzo Multimedia), reprise de No Good Trying, avec le groupe Luna Park
- 2022 : Jean-Pierre Andrevon — Chansons vol. 6 : Tu te souviens (Vecteurs Bis), en tant que producteur, arrangeur et accompagnateur